# Cislesbach
Der Cislesbach (ladinisch Ruf de Ncisles) ist ein Bergbach in den Grödner Dolomiten in Südtirol (Italien) und entspringt unter den Geislerspitzen im Naturpark Puez-Geisler auf einer Höhe von 2.360 m. Der Bach, der als Grenze zwischen der Geislergruppe und der Puezgruppe gilt, führt auf einer Länge von 7 km bis knapp vor das Ortszentrum St. Christina, wo er in den Grödner Bach mündet. Auf seinem letzten Teilstück stellt er die Gemeindegrenze zwischen St. Christina im Westen und Wolkenstein im Osten dar.